# Discovery (Apfel)

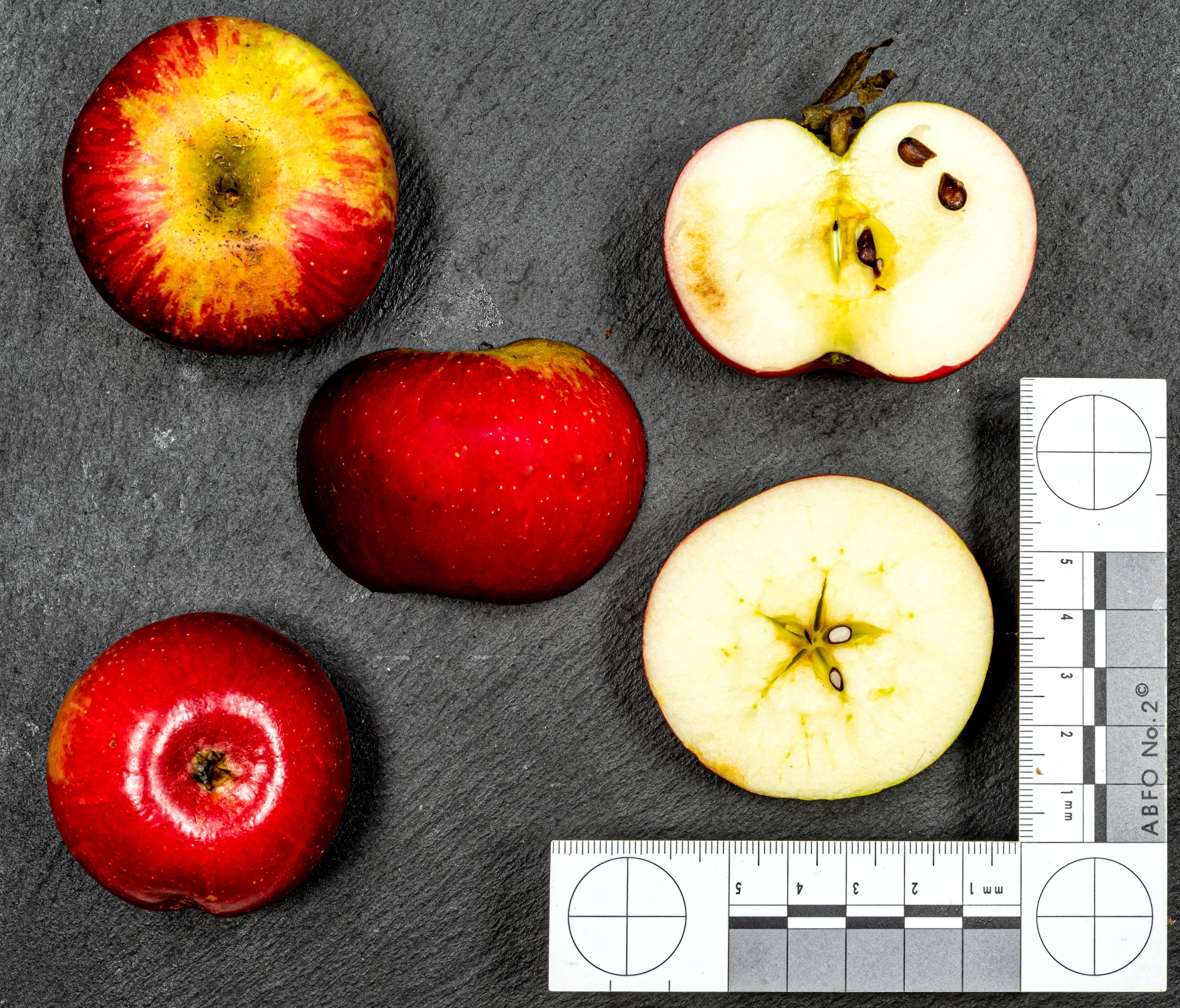
Ansichten der Frucht und Querschnitt

Der Discovery oder auch Thurston August wurde 1949 in Langham, Essex (England) aus einer Kreuzung der Sorten Worcester Parmäne und Schöner aus Bath gezüchtet. Heute findet sich die Sorte vor allem aufgrund des kurzen „Shelf-life“ vorwiegend im häuslichen Bereich im Vereinigten Königreich, aber auch in Rheinhessen und im Rheinland. Er zählt aufgrund der frühen Reife zwischen Mitte August bis Anfang September zu den frühen Apfelsorten und eröffnet damit die Apfelsaison.

## Frucht
Die Äpfel sind höchstens mittelgroß, gelb mit verwaschenen roten Streifen oder Backen. Das Fleisch ist weißgelblich bis rötlichrosa unter Stellen mit roter Schale. Es ist knackig, fest und saftig und von leicht säuerlichem Geschmack. Die Äpfel eignen sich hervorragend zum direkten Verzehr. Eine längere Lagerung in Kühlung ist möglich, aber nicht empfehlenswert.

## Baum
Der Baum zeichnet sich besonders durch einen kleinen Wuchs aus. Er liefert einen durchschnittlichen, aber regelmäßigen Ertrag. Er ist wenig anfällig für Schorf und Mehltau, allerdings stärker für Obstbaumkrebs und Kragenfäule. Die Blütenstände bestehen aus fünf Einzelblüten. Als Befruchtersorten werden James Grieve, Cox Orange oder Jonathan empfohlen.